# Novoselov
Novoselov je priimek več oseb:
- Kostantin Sergejevič Novoselov, rusko-britanski fizik
- Peter Ivanovič Novoselov, sovjetski general